# سیلیگر (دهانه)

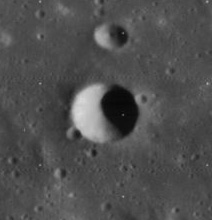
برخورد هایی که طی قرن ها بر روی ماه شکل می گیرد.

سیلیگر یک دهانه برخوردی در ماه‌ است.

## دهانه‌های اقماری
این دهانه ۳ دهانه اقماری دارد.
| Seeliger | عرض جغرافیایی | طول جغرافیایی | قطر         |
| -------- | ------------- | ------------- | ----------- |
| A        | ۱.۸° S        | ۳.۰° E        | ۴.۰ کیلومتر |
| S        | ۲.۱° S        | ۲.۱° E        | ۴.۰ کیلومتر |
| T        | ۲.۲° S        | ۴.۴° E        | ۴.۰ کیلومتر |